# Baked Beans

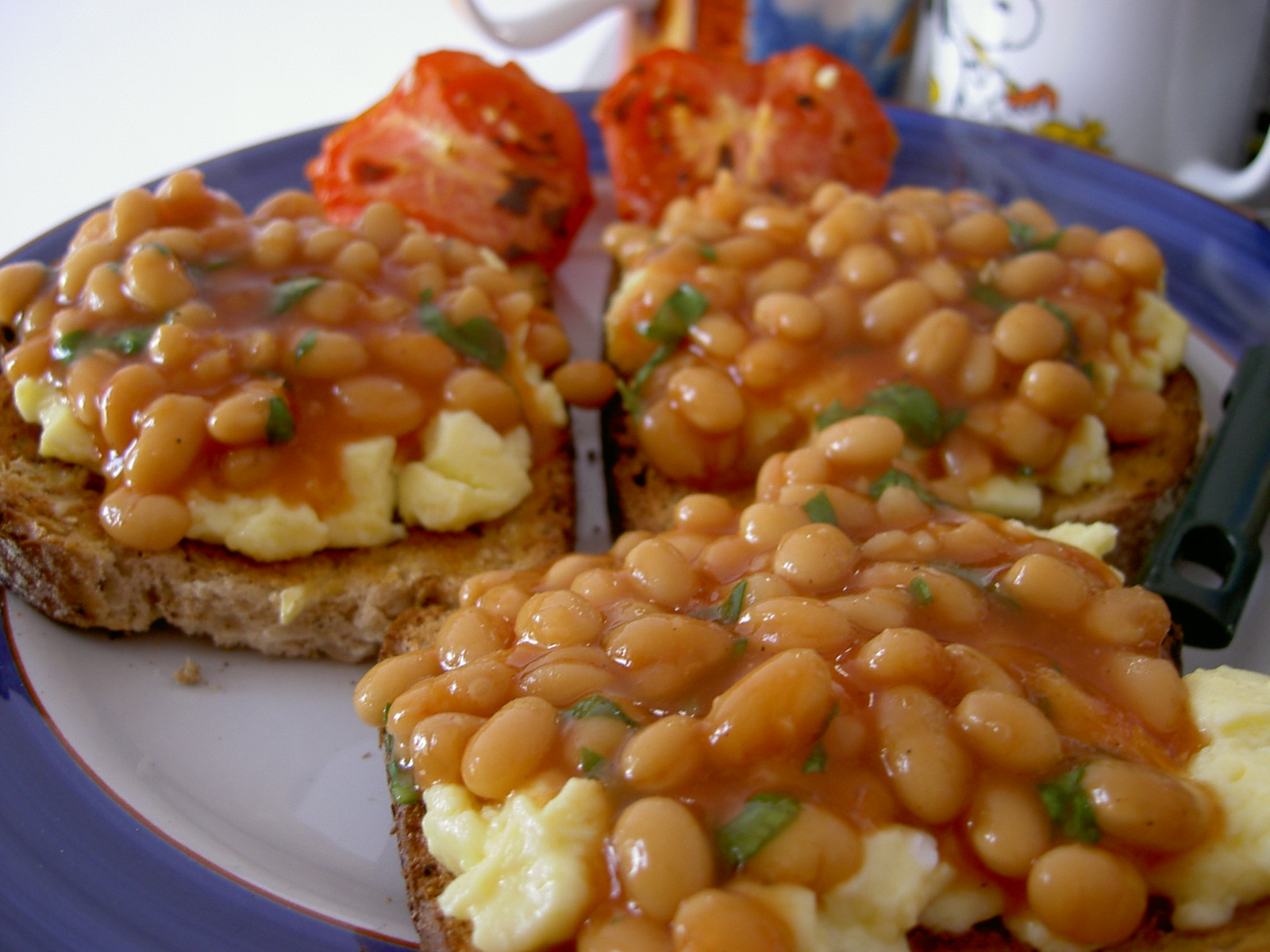
Baked Beans auf Toast

Baked Beans [beɪkt ˈbiːnz] (Anhörenⓘ) (englisch für Gebackene Bohnen) sind ein traditionelles britisches und US-amerikanisches Gericht aus weißen Bohnen, die mit Tomatensauce oder Ketchup im Ofen gebacken werden. Baked Beans sind fester Bestandteil des englischen Frühstücks und in den USA eine beliebte Beilage beim Barbecue.

## Zubereitung
Zur Zubereitung werden zuerst getrocknete weiße Bohnen über einige Stunden gewässert, mit Tomatensauce und Melasse oder braunem Zucker gewürzt. Anschließend werden die Bohnen in eine feuerfeste Form gegeben, mit einigen Scheiben Bacon bedeckt und im geschlossenen Gefäß bei mittlerer Hitze drei bis vier Stunden gekocht.

## Geschichte
Die weißen Bohnen, die für gewöhnlich für die Zubereitung genommen werden, stammen aus der Art Phaseolus vulgaris und damit ursprünglich aus Amerika. Sie gelangten mit den europäischen Kolonisatoren nach Europa. Bereits die Ureinwohner Nordamerikas bereiteten weiße Bohnen zusammen mit Ahornsirup und Bärenfett in einem Tontopf über einem mit heißen Steinen oder heißer Asche gefüllten Erdloch zu. Die europäischen Siedler ersetzten im Laufe der Zeit den Tontopf durch einen Topf, den Ahornsirup durch anderen Sirup und das Bären- durch Schweinefett. Ende des 19. Jahrhunderts kam noch Tomatensauce als fester Bestandteil des Gerichts hinzu.
Die adaptierte Zubereitung war insbesondere in den Staaten Neuenglands populär. Im 19. Jahrhundert waren Baked Beans mit dunklem Brot das Standardhauptgericht am Sonntag. Unter anderem konnten die christlichen Familien Neuenglands so am heiligen Sonntag alltägliche Arbeit durch Kochen vermeiden. Familien buken die Bohnen entweder in ihrem Ofen oder brachten sie, sofern ein eigener Ofen nicht vorhanden war, am Samstagabend zum Bäcker, um sie am Sonntag zubereitet wieder abzuholen. Ein typisches Rezept aus Neuengland aus dem Jahre 1857 lautete:

„Nimm anderthalb Liter weiße Bohnen und stelle sie über Nacht in kaltes Wasser. Nimm sie am nächsten Morgen heraus, wasche und putze sie gut, dann schütte sie in einen Topf und koche sie, bis sie weich sind. Dann schütte sie in ein Gefäß aus Lehm. Schneide ein schönes Stück Schweinefleisch ab und lege es auf die Bohnen. Backe alles, bis es gut braun ist. Dieses ist ein gutes Gericht für einen Wintertag.“

Da im Laufe des 19. Jahrhunderts viele Familien ihren traditionellen Backsteinofen durch kleinere Öfen aus Eisen ersetzten, nahm die Zahl der vom Bäcker gebackenen Bohnen in dieser Zeit zu. Melasse verbreitete sich als Zugabe etwa um 1870. Gegenüber den traditionellen Gerichten ist im 20. Jahrhundert besonders der Anteil an Melasse gestiegen. Heutige Baked Beans sind meist deutlich süßer als ihre Vorgänger im 18. und 19. Jahrhundert. Baked Beans sind vor allem in Neuengland ein Standardgericht der Alltagsküche, und Boston hat den Spitznamen als Bean Town. In vielen ländlichen Gemeinden Neuenglands finden noch regelmäßig sonntags „Church Suppers“ in den christlichen Gemeinden statt. Bei dem geselligen Zusammenkommen in der Gemeinde bilden Baked Beans und Brot das Hauptgericht. In ländlich oder touristisch geprägten Gegenden in Maine werden die Beans gelegentlich noch traditionell im Erdloch zubereitet. Von Neuengland wanderte das Gericht nach England.

## Dosengemüse
Baked Beans sind auch als Dosenware im Handel erhältlich. Sie waren eines der ersten Gerichte, die überhaupt in Dosen abgefüllt wurden. 1867 stellte das Unternehmen Burnham & Morrill (B&M) aus Portland, Maine „Baked Beans aus dem Backsteinofen“ her. Die Bedeutung der Baked Beans in den angloamerikanischen Ländern ist dabei so groß, dass diese in den gängigen Industriestatistiken als eigene Produktgruppe neben Tomaten und allem anderen Gemüse gezählt werden. In Großbritannien beispielsweise erreicht der Umsatz mit Baked Beans zwei Drittel des Umsatzes aller anderen Gemüsesorten in Dosen zusammen. Der Konsum von Baked Beans ist dort, anders als anderes Dosengemüse, stark von bestimmten Marken geprägt, der Werbeetat für Baked Beans ist weit höher als bei vergleichbaren anderen Produkten. Auch werden Baked Beans im globalen Maßstab von anderen Unternehmen produziert als sonstiges Dosengemüse.